# David Kabua
David Kabua (Majuro, 1951) es un político y ministro de gobierno marshalés, que se desempeñó como el noveno presidente de las Islas Marshall. 
Es hijo del primer presidente del país, Amata Kabua, y su esposa Emlain Kabua. Entre 2012 y 2013 fue Ministro de Salud  y en 2014 fue nombrado Ministro del Interior en una reorganización del gabinete.
El 6 de enero de 2020, Kabua fue elegido presidente de las Islas Marshall por la legislatura nacional con un voto de 20-12 con una abstención. Sucedió a Hilda Heine, que buscaba un segundo mandato, pero perdió en la votación de la primera sesión. Kabua declaró que combatir el cambio climático, negociar con los Estados Unidos sobre la extensión de un acuerdo de financiación que expira en 2023 y abordar el tema de Runit Dome serían las principales prioridades de su presidencia.